# Paweł Orzłowski
Paweł Orzłowski (* 2. Juni 1972 in Świebodzice) ist ein ehemaliger polnischer Handballspieler.

## Karriere
Orzłowski galt als ausgewiesener Abwehrspezialist. Der Kreisläufer spielte in der Saison 2008/09 beim deutschen Bundesligisten MT Melsungen. Anschließend kehrte er in die erste polnische Liga zu seinem ehemaligen Verein MKS Zagłębie Lubin zurück. Nachdem er im Sommer 2012 bereits seine Karriere beenden wollte, hängte er noch eine Saison bei ŚKPR Świdnica dran, ehe er 2013 endgültig zurücktrat.
Für die polnische Nationalmannschaft absolvierte er 57 Länderspiele.
Seit der Saison 2015/2016 trainiert Orzłowski zusammen mit Artur Czarny die Frauenmannschaft der FSG Gersprenztal in der Bezirksoberliga im Handballbezirk Darmstadt. In der Saison 2016/17 spielt er für die Landesligamannschaft des TV Reinheim.

## Erfolge
- Polnischer Meister 2006/2007
- EHF Challenge Cup Halbfinale 2006/2007